# フリッパンシー
フリッパンシー（Flippancy）はイギリス生産のサラブレッド。1928年に繁殖牝馬として小岩井農場が購買し日本に輸出され、日本初の三冠馬セントライト、二冠馬で種牡馬としても大きな成功を収めたトサミドリなどの活躍馬を送り出した。

## 経歴
競走馬としては2歳、3歳シーズンを走り1勝。引退後、4歳のとき種牡馬シアンモアとともに日本に輸出された。生涯に出産した産駒11頭で66勝を挙げ、とくにシアンモアとの間に生まれたタイホウ（種牡馬名・大鵬 帝室御賞典に優勝）、ダイオライトとの仔セントライト（三冠馬、顕彰馬）、その1歳下でタイホウの全弟クリヒカリ（「アルバイト」の名で横浜農林省賞典四歳呼馬、クリヒカリとして帝室御賞典優勝）、プリメロとの仔トサミドリ（皐月賞、菊花賞、顕彰馬）の4頭で重賞15勝を挙げ、うち現在のGIに相当する競走で8勝を挙げるという目覚ましい繁殖成績を残した。この記録は2008年12月にスカーレットブーケに抜かれるまで長く日本記録だった。4頭のGI級競走優勝馬、うち2頭の顕彰馬輩出は現在まで他に例がない。また、アスパイヤリング産駒のハツガロンは地方競馬で勝ちまくった後に台湾競馬に遠征するほどの活躍をした。
最後の産駒だったトサミドリが競走馬としてデビューする8日前に老衰で死亡しているが、その後も血統的な影響を残し、トサミドリは種牡馬としても内国産種牡馬のエースとなる成功を収め、1950年代を代表する種牡馬の一頭に数えられる。牝系からも活躍馬が出ており、第4仔第参フリッパンシー（父シアンモア）の仔ヤシマヒメがフリッパンシーの死から3ヶ月後の優駿牝馬（オークス）に優勝しているほか、その弟のアヅマホマレが第1回の朝日盃3歳ステークスで優勝している。その後も子孫からは東京大賞典馬ヤシマナシヨナル、菊花賞馬ノースガストやテュデナムキングらを輩出した。
現在種牡馬となった牡駒の父系はいずれも途絶え、牝系の勢いも失われているが、2000年代に入って牝系子孫のマイネサマンサが重賞2勝を挙げるなど、血統は受け継がれている。

## 血統表
| フリッパンシーの血統             | フリッパンシーの血統                      | フリッパンシーの血統                    | （血統表の出典）                        | （血統表の出典） |
| 父系                             | エクリプス系(ストックウェル系)            | エクリプス系(ストックウェル系)          | エクリプス系(ストックウェル系)          | [ § 2 ]          |
| 父 Flamboyant 1918 鹿毛 イギリス | 父の父Tracery 1909 鹿毛 アメリカ          | Rocksand                                | Sainfoin                                | Sainfoin         |
| 父 Flamboyant 1918 鹿毛 イギリス | 父の父Tracery 1909 鹿毛 アメリカ          | Rocksand                                | Roquebrune                              |                  |
| 父 Flamboyant 1918 鹿毛 イギリス | 父の父Tracery 1909 鹿毛 アメリカ          | Topiary                                 | Orme                                    | Orme             |
| 父 Flamboyant 1918 鹿毛 イギリス | 父の父Tracery 1909 鹿毛 アメリカ          | Topiary                                 | Plaisanterie                            |                  |
| 父 Flamboyant 1918 鹿毛 イギリス | 父の母Simonath 1905 鹿毛 イギリス         | St. Simon                               | Galopin                                 | Galopin          |
| 父 Flamboyant 1918 鹿毛 イギリス | 父の母Simonath 1905 鹿毛 イギリス         | St. Simon                               | St. Angela                              |                  |
| 父 Flamboyant 1918 鹿毛 イギリス | 父の母Simonath 1905 鹿毛 イギリス         | Philomath                               | Philammon                               | Philammon        |
| 父 Flamboyant 1918 鹿毛 イギリス | 父の母Simonath 1905 鹿毛 イギリス         | Philomath                               | Chrysalis                               |                  |
| 母 Slip 1909 鹿毛 イギリス       | 母の父Robert le Diable 1899 鹿毛 フランス | Ayrshire                                | Hampton                                 | Hampton          |
| 母 Slip 1909 鹿毛 イギリス       | 母の父Robert le Diable 1899 鹿毛 フランス | Ayrshire                                | Atalanta                                |                  |
| 母 Slip 1909 鹿毛 イギリス       | 母の父Robert le Diable 1899 鹿毛 フランス | Rose Bay                                | Melton                                  | Melton           |
| 母 Slip 1909 鹿毛 イギリス       | 母の父Robert le Diable 1899 鹿毛 フランス | Rose Bay                                | Rose of Lancaster                       |                  |
| 母 Slip 1909 鹿毛 イギリス       | 母の母Snip 1899 鹿毛 イギリス             | Donovan                                 | Galopin                                 | Galopin          |
| 母 Slip 1909 鹿毛 イギリス       | 母の母Snip 1899 鹿毛 イギリス             | Donovan                                 | Mowerina                                |                  |
| 母 Slip 1909 鹿毛 イギリス       | 母の母Snip 1899 鹿毛 イギリス             | Isabel                                  | Plebeian                                | Plebeian         |
| 母 Slip 1909 鹿毛 イギリス       | 母の母Snip 1899 鹿毛 イギリス             | Isabel                                  | Parma                                   |                  |
| 母系(F-No.)                      | (FN:22-b)                                 | (FN:22-b)                               | (FN:22-b)                               | [ § 3 ]          |
| 5代内の近親交配                  | Galopin4×5.5=15.63%、St.Simon3×5=15.63%   | Galopin4×5.5=15.63%、St.Simon3×5=15.63% | Galopin4×5.5=15.63%、St.Simon3×5=15.63% | [ § 4 ]          |
| 出典                             | 1. 2. 3. 4.                               | 1. 2. 3. 4.                             | 1. 2. 3. 4.                             | 1. 2. 3. 4.      |

父は長距離重賞のドンカスターカップ、グッドウッドカップの優勝馬。祖母の半兄に2000ギニー等の優勝馬で2度の英チャンピオンサイアーとなったセントフラスキンがいる。